# Alonzo Zúñiga
Alonzo Patricio Zúñiga Delgado (* 23. März 1980 in Santiago) ist ein ehemaliger chilenischer Fußballspieler. Der defensive Mittelfeldspieler und Außenverteidiger gewann drei chilenische Meisterschaften.

## Karriere

### Verein
Alonzo Zúñiga wurde in den Jugendmannschaften vom CSD Colo-Colo ausgebildet, wo er 1998 sein Debüt in der ersten Mannschaft gab und bis zum Jahr 2000 spielte. Danach entschied er sich, auf Leihbasis für den Verein Santiago Wanderers zu spielen, mit dem er 2001 die Meisterschaft der chilenischen Primera División gewann. Anschließend kehrte er zu Colo-Colo zurück. Im Jahr 2003 wurde er von Trainer Jaime Pizarro nicht im Kader berücksichtigt, was ihn dazu veranlasste, zu Deportes Puerto Montt zu wechseln. Im nachfolgenden Jahr kehrte er zu Santiago Wanderers zurück, konnte jedoch nicht an die vorherigen Leistungen im Jahr 2001 anknüpfen.
Danach spielte er für Fénix in Uruguay und kehrte nach Chile zurück, um in der ersten Hälfte des Jahres 2005 für Deportes Concepción zu spielen und wurde mehrfach verliehen. In der zweiten Hälfte des Jahres 2005 hatte er einen kurzen Aufenthalt im europäischen Fußball beim FC Vaduz im Fürstentum Liechtenstein, wo er den Liechtensteiner Cup gewann. Anschließend kehrte er in den chilenischen Fußball zurück und spielte für Universidad de Chile, den Erzrivalen seines Ausbildungsvereins, bei dem er einst gesagt hatte, dass er nie für diesen Verein spielen würde. Trotz eines schwierigen Starts erwarb er sich den Respekt der Fans durch seinen Einsatz auf dem Spielfeld. Später spielte er für Deportes Antofagasta und stand regelmäßig in der Startelf. Danach schloss er sich Deportes Concepción an, wo er trotz der Probleme des Vereins gute Leistungen zeigte. Nach dem Abstieg von Deportes Concepción wechselte er zum CD Cobreloa, bei dem er Mitte 2008 unterschrieb.
Im August 2009 unterschrieb er bei Santiago Morning und spielte dort sechs Monate. Im Dezember 2009 wechselte er zu Unión Temuco, wo er zwei Jahre lang spielte. Er war nahe daran, in die Aufstiegsrunde zu kommen, scheiterte jedoch im Elfmeterschießen gegen Curicó Unido. Im März 2012 wechselte er zu San Antonio Unido in die Tercera División A von Chile, wo er ein Jahr lang als Mittelfeldspieler spielte und einer der herausragenden Spieler des Teams war. Dies war sein letzter Verein, denn nach Abschluss der Saison beendete er seine Karriere.

### Nationalmannschaft
1997 vertrat Zúñiga Chile auf U17-Ebene sowohl bei der Südamerikameisterschaft als auch bei der Weltmeisterschaft. Auf U20-Ebene war er Teil der Mannschaft sowohl bei der Südamerikameisterschaft 1999 als auch beim L'Alcúdia-Turnier 1998, das Chiles U20 als Sieger beendete.

## Erfolge
Colo-Colo
- Chilenischer Meister: 1998, 2002-A

Santiago Wanderers
- Chilenischer Meister: 2001

Vaduz
- Liechtensteiner Pokalsieger: 2004/05